# فرجينيا روزيتشي
فرجينيا روزيتشي (بالرومانية: Virginia Ruzici)‏ مواليد 31 يناير 1955 في جمهورية رومانيا الاشتراكية، هي لاعبة كرة مضرب رومانية سابقة بدأت مسيرتها كمحترفة عام 1975 وكانت تلعب باليد اليمنى، اعتزلت اللعب في 1987. كما أنها إحدى بطلات الجراند سلام. أعلى تصنيف لها في الفردي كان المركز الـ 8 في سنة 1979.

## بطولات حققتها
- دورة رولان غاروس الدولية

## روابط خارجية
- فرجينيا روزيتشي على موقع رابطة محترفات التنس (الإنجليزية)
- فرجينيا روزيتشي على موقع الاتحاد الدولي لكرة المضرب (الإنجليزية)
- فرجينيا روزيتشي على موقع كأس بيلي جين كينغ (الإنجليزية)
- فرجينيا روزيتشي على موقع خلاصة التنس.كوم (الإنجليزية)